# Pomarańcza olbrzymia
Pomarańcza olbrzymia, pomelo, pompela, szadok Citrus maxima (Burm. f.) Merr – gatunek rośliny wieloletniej z rodziny rutowatych. 
Pochodzi z Azji Południowo-Wschodniej, z centrum w Malezji i Indonezji, ale rośnie też dziko na Fidżi. Prawdopodobnie wprowadzony do Chin ok. 100 r.p.n.e. i od tego czasu szeroko uprawiany w prowincjach południowych (Kuangsi, Guangdong, Fujian), a także w Tajlandii, południowej Japonii i na Tajwanie. Pod koniec XVII w. przywiezione do Ameryki przez kapitana Shaddocka i od 1696 uprawiane na Barbadosie. W krajach zachodnich pomelo jest głównie znane jako przodek grejpfruta (krzyżówki pomelo z pomarańczą chińską).

## Morfologia

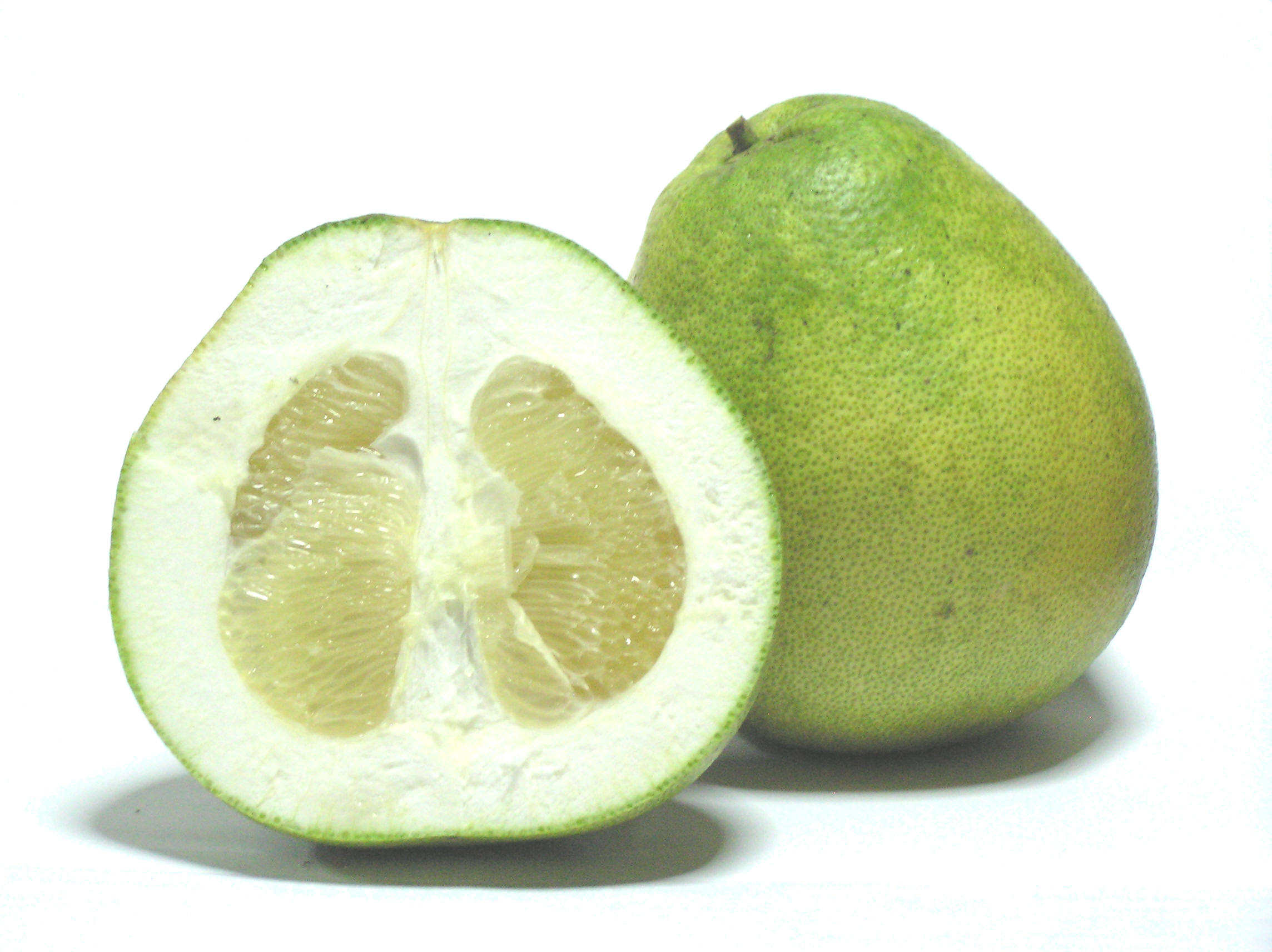
Owoce

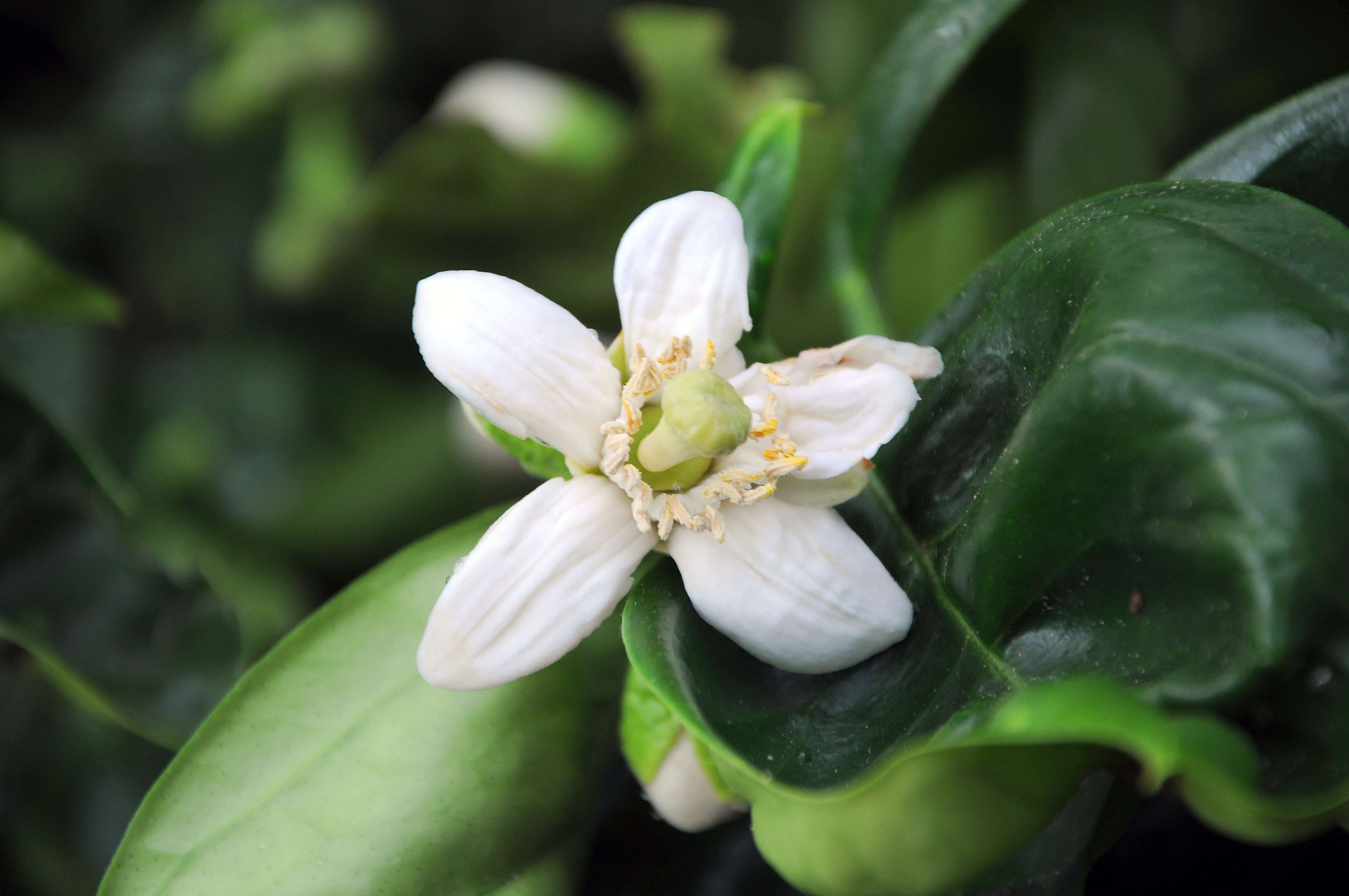
Kwiat

PokrójDrzewo o kulistej koronie dorastające do 12 m wysokości.
LiściePodłużnie jajowate, duże, o karbowanych brzegach i szeroko oskrzydlonym ogonku liściowym.
KwiatyO średnicy do 5 cm, 5-płatkowej koronie, 1 słupku i licznych pręcikach. Płatki korony białe, z zewnątrz zielono nakrapiane.
OwoceBardzo duże owoce, kuliste, ich masa może dochodzić nawet do 2 kg, a średnica do 20 cm. Są żółte, żółtozielone lub różowe, mają grubą, pokrytą woskiem skórkę (do 5 cm). Miąższ jest żółtawy lub różowy, podzielony na segmenty, wewnątrz są liczne nasiona. W smaku podobne do grejpfrutów, są jednak pozbawione silnej goryczki oraz mniej soczyste. Są to największe owoce z rodzaju cytrus (Citrus).

## Zastosowanie
- Roślina uprawna – uprawiana w klimacie ciepłym. Największy areał upraw znajduje się w Indiach, Chinach, Tajlandii, na Malajach i w Izraelu.
- Sztuka kulinarna: owoce są spożywane na surowo lub kandyzowane, robi się z nich soki i marmoladę. Zawierają dużo witaminy C.
- Roślina lecznicza – w Azji Południowo-Wschodniej wywaru z liści i kwiatów używa się jako środka uspokajającego przy epilepsji, silnych atakach kaszlu i pląsawicy; gorącego wywaru z liści używa się na opuchlizny i zranienia, a soku jako środka przeciwgorączkowego. Nasion używa się jako środka przeciw kaszlowi, dyspepsji i lumbago[5].
- Kwiaty wykorzystuje się w Wietnamie do produkcji perfum[5].